# Louise Holborn
Louise Wilhelmine Holborn (* 8. August 1898 in Charlottenburg; † 1975 in Orange City, Florida) war eine deutsch-amerikanische Politikwissenschaftlerin, die insbesondere zur Flüchtlingsproblematik forschte und publizierte.

## Leben
Die Tochter des Physikers Ludwig Holborn und Schwester des Historikers Hajo Holborn war nach dem Abitur in der sozialen Arbeit tätig und schloss 1924 eine Ausbildung zur Fürsorgerin ab. Sie übernahm Aufgaben in der Sozialverwaltung, zudem war sie in der Frauenbewegung aktiv. Ab 1928 studierte sie an der Universität Heidelberg und an der Deutschen Hochschule für Politik in Berlin. Nach der nationalsozialistischen Machtübernahme emigrierte sie nach London, wo sie für eine kurze Zeit an der London School of Economics and Political Science studierte. 1934 siedelte sie mit Unterstützung einer Quäker-Organisation in die USA über. Dort studierte sie am Radcliffe College, wo sie 1936 das Master-Examen ablegte und 1938 promoviert wurde. Im Zweiten Weltkrieg arbeitete Holborn für das Office of Strategic Service und wurde schließlich Professorin am Connecticut College for Women in New London.